# Michael Leahy
Michael Leahy fue un niño de cuatro años que murió ahogado en 1826 en Kerry, Irlanda. Algunos en la comunidad creían que era un niño cambiado y el ahogamiento fue el resultado de un intento de curarle.
Ann Roche fue acusada del asesinato de Leahy y juzgada en Tralee. Roche fue descrita por el The Morning Post como "una anciana de edad muy avanzada". Afirmaba tener capacidades sobrenaturales y habilidades curativas. Ordenó a dos personas que bañaran al niño en el río Flesk cada mañana. Los dos lo bañaron durante tres mañanas. En la tercera mañana lo mantuvieron bajo el agua más tiempo de lo conveniente y murió.

## Fondo mitológico
Según una antigua creencia popular irlandesa y británica, un cambiado (changeling) era un niño dejado por las hadas en lugar de un niño humano sano. La sospecha en Leahy se debió a su enfermedad: no podía hablar ni caminar. Durante el interrogatorio, un testigo dijo que el ahogamiento no se hizo para matar al niño sino para curarle – "para sacar al hada de él".

## Veredicto legal
El tribunal, siguiendo las instrucciones del juez, encontró a Roche no culpable de asesinato. El juez dijo que el jurado "no estaba seguro en condenar a la rea de asesinato, por fuertes que fueran las sospechas". El autor Robert Curran observa que el veredicto sugiere lo profundamente arraigada que estaba todavía la creencia en los cambiados en el campo irlandés: hubo varios casos similares en la Irlanda rural del siglo XIX.

## Cultura popular
La novela de Hannah Kent, The Good People, se inspira en este caso. Kent dijo que solo pudo encontrar dos artículos de fuentes primarias sobre el caso después de una exhaustiva investigación, y muchos detalles sobre el caso son desconocidos.